# Antony Fedrigotti
Antony Fedrigotti (* 13. Februar 1956 in Kaltern) ist ein Sachbuchautor und Referent.

## Leben
Antony Fedrigotti wurde in Kaltern geboren und verließ mit 15 Jahren sein Zuhause. Ein Jahr später begann er Taekwondo zu trainieren. In Zusammenarbeit mit Kurt Tepperwein entwickelte er sich zum Seminarleiter, Managementtrainer und Motivationstrainer.
Seit 2006 ist er Träger des 6. Dan im Taekwondo. Er veröffentlicht Bücher bei Verlagen und in seinem Eigenverlag AXENT.

## Veröffentlichungen (Auswahl)
- Erfolg durch Erfolgsbewusstsein. Goldmann, 1989, ISBN  978-3-442-13505-9.
  - weitere Auflagen unter dem Titel: Zum Erfolg geboren, Goldmann, München 1991, ISBN 978-3-442-12135-9; 5. Aufl. 2002 im AXENT Eigenverlag.
- Selbsthypnose und mentales Training. Eine praktische Anleitung zu mehr Wohlbefinden und zur Selbstverwirklichung, mvg, 4. Aufl., München 1999, ISBN 978-3-478-04030-3.
- Der Power Thinker. Mehr Mut zum Erfolg, mvg, München 2002, ISBN 978-3-478-74430-0.
- 30 Minuten für erfolgreiche Stressbewältigung, Gabal Verlag, Offenbach 2011, ISBN 978-3-86936294-6.